# Adicella eurythemiste
Adicella eurythemiste är en nattsländeart som beskrevs av Schmid 1994. Adicella eurythemiste ingår i släktet Adicella och familjen långhornssländor. Inga underarter finns listade i Catalogue of Life.